# Провтюки (Мозырский район)
Провтюки (бел. Проўцюкі) — деревня в Михалковском сельсовете Мозырского района Гомельской области Республики Беларусь.

## География

### Расположение
В 23 км на юг от Мозыря, 18 км от железнодорожной станции Козенки (на линии Калинковичи — Овруч), 155 км от Гомеля.

### Гидрография
На реке Солокуча (приток реки Припять).

## Транспортная сеть
На автодороге Мозырь — Наровля. Планировка состоит из прямолинейной улицы, ориентированной с юго-востока на северо-запад и застроенной редко деревянными крестьянскими усадьбами.

## История
По письменным источникам известна с XVIII века как деревня в Мозырском повете Минского воеводства Великого княжества Литовского. После 2-го раздела Речи Посполитой (1793 год) в составе Российской империи. В 1850 году во владении помещика Горвата. Кроме земледелия 20 жителей занимались бондарным промыслом. В 1921 году открыта школа, которой было передано национализированное здание. В 1930 году организован колхоз «Советский Колос», работала кузница. Согласно переписи 1959 года в составе совхоза «Мозырский» (центр — деревня Рудня).

## Население

### Численность
- 2004 год — 22 хозяйства, 31 житель.

### Динамика
- 1795 год — 41 двор.
- 1897 год — 45 дворов, 216 жителей (согласно переписи).
- 1908 год — 47 дворов, 355 жителей.
- 1959 год — 220 жителей (согласно переписи).
- 2004 год — 22 хозяйства, 31 житель.